# Ouyang Xun
Ouyang Xun (chinois simplifié : 欧阳询 ; chinois traditionnel : 歐陽詢 ; pinyin : ōuyáng xún ; Wade : Ou-yang Hsun) (557 – 641), prénom social Xinben (信本, xìnběn), est un érudit confucéen et calligraphe du début de la dynastie Tang. Né à Changsha, dans la province du Hunan, en Chine, dans une famille de fonctionnaires du gouvernement, il meurt dans la province de l'Anhui.

## Biographie

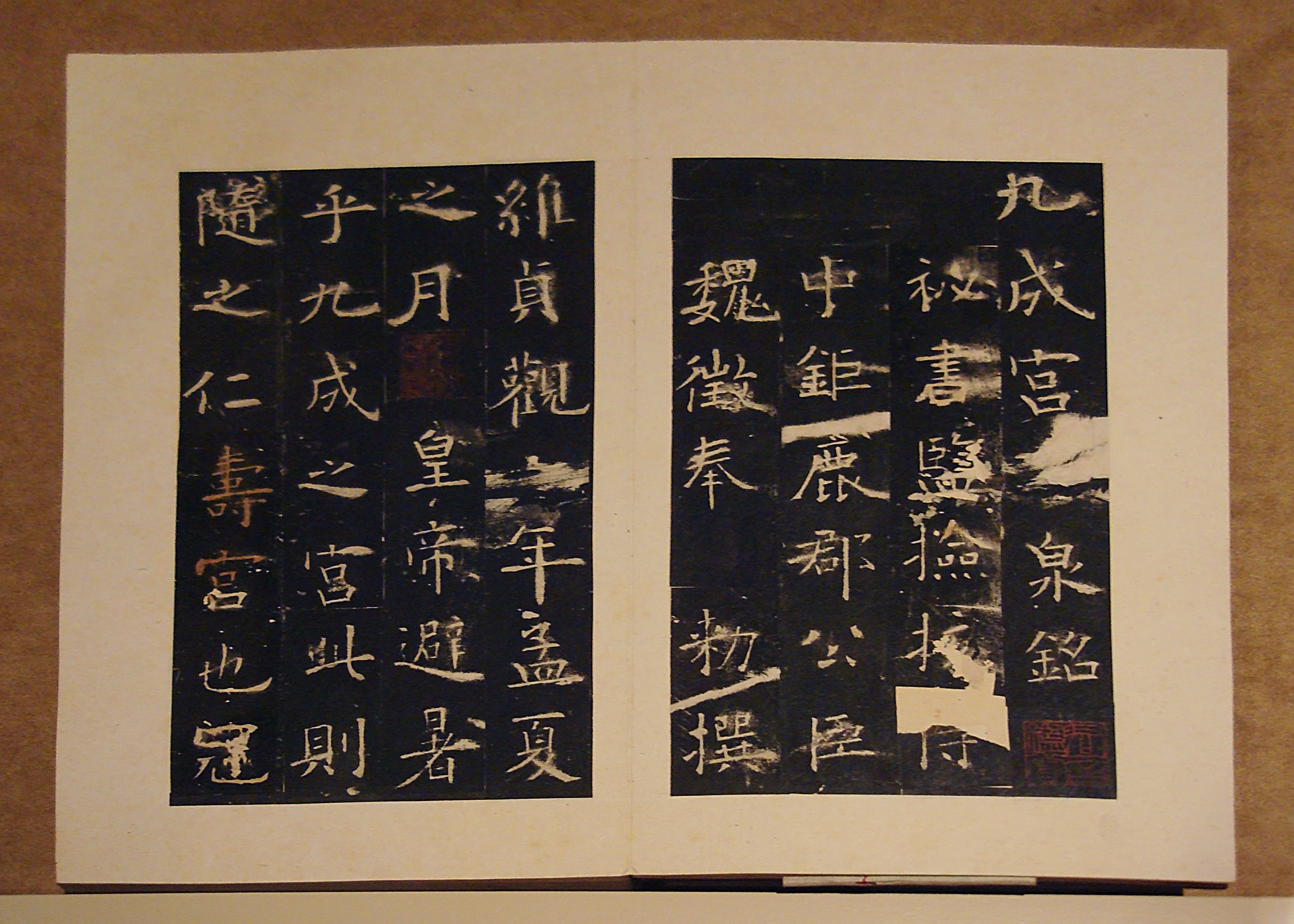
L'empereur Taizong découvre une douce et fraîche source alors qu'il visite son palais d'été. Il ordonne à Wei Zheng, son premier ministre, de composer un essai sur cet événement et demande à Ouyang Xun d'en assurer la calligraphie.

C'est un étudiant doué qui lit couramment les classiques. En 611 il sert comme médecin impérial sous la dynastie Sui. Puis il sert sous la dynastie des Tang en qualité de censeur et savant à l'Académie Hongwen où il enseigne la calligraphie. Il est le principal contributeur du Yiwen Leiju.
Il devient le calligraphe impérial et grave plusieurs grandes stèles impériales. Il est considéré comme un savant cultivé et un fonctionnaire du gouvernement. Avec Yu Shinan et Chu Suiliang, il est connu pour être un des Trois Grands Calligraphes de début de l'ère Tang.